# Holidays of Future Passed
«Holidays of Future Passed» (укр. «Свята майбутнього минулого») — дев'ята серія двадцять третього сезону мультсеріалу «Сімпсони», прем'єра якої відбулась 11 грудня 2011 року у США на телеканалі «Fox».

## Сюжет
Сім'я Сімпсонів сидить за столом після вечері на День подяки. Мардж оголошує, що День подяки завершений, тож розпочинається Різдвяний сезон. Діти миттєво усвідомлюють, що це час для фото на різдвяну листівку.
Сім'я збирається на дивані для фотографії. Барт і Ліса скаржаться на цю традиції, а Мардж зазначає, що вони все зрозуміють, коли матимуть власних дітей. Далі демонструється серія листівок, по одній на кожен рік, коли члени сім'ї старіють, діти ростуть і, згодом, Сімпсони розпадаються, а на фотографіях залишаються лише Гомер і Мардж. Зрештою, минуло 30 років…
2041 року Барт, розлучений 40-річний, живе у квартирі, колишній початковій школі Спрінґфілда. Барта відвідують двоє його синів, які кажуть, що їх мати, Дженда, телепортувала їх до нього на свята, бо Барт має поводитись як батько. Однак, Барт планує закинути малих до своїх батьків.
Ліса, одружена з Мілгаусом, побоюється, що її донька-підліток Зія витрачає занадто багато часу в «Ультранеті», цифровому світі, в який люди потрапляють зі своєю свідомістю. Мілхаус пропонує Лісі провести час із Зією, тому Ліза вирішує взяти Зію до будинку батьків на Різдво.
У Лондоні вагітна Меґґі, успішна рок-зірка, перебуває у готелі, де її сканує Медбот. Робот каже їй не говорити ні слова до народження дитини, оскільки новітні дослідження показали, що пуповина з'єднана з голосовими зв'язками…
Барт і Ліса приїжджають до батьківського дому з дітьми. Під час розплутуванні гірлянд, Барт дізнається, що Дженда вдруге одружилася, що спустошує його. Відчуваючи депресію, він каже Гомеру вивести онуків погуляти. Хлопчики зляться на батька за те, що він не проводить з ними часу, хоча вони чудово проводять час із своїм дідусем. Водночас Ліса скаржиться на свою нечемну доньку Мардж, однак та лише радить Лісі заспокоїтись, через що також виникає конфлікт.
Тим часом Меґґі повертається до Спрінґфілда з телепорту «Гітроу». Однак їй кажуть, що під час вагітності не слід терепортуватися, тож Меґґі доводиться використати маргінальні авіаперевезення. Згодом, після прибуття до Спрінґфілда, Меґґі починає відчувати перейми, і Кірні, який зараз працює таксистом, везе її до лікарні.
Барт і Ліса зустрічаються разом у старому будиночку на дереві Барта. Вони проводять час розповідаючи під алкоголь про те, наскільки важким є виховання дітей. Після обміну натхненними порадами вони усвідомлюють, що потрібно більше старатися, щоб налагодити зв'язок зі своїми дітьми.
У переддень Різдва Ліса одразу ж йде просити пробачення в Мардж і вирішує не втручатися у життя Зії. Однак, згодом Ліса не витримує і заходить в Ультранет, щоб знайти Зію, і відкриває двері, що ведуть до кімнати — приватного світу Зії… Зайшовши, Ліса з радістю виявляє, що Зія повісила її плакат поруч із низкою плакатів історичних жінок, які змінили світ. Коли у кімнаті з'являється сама Зія, Ліса просить вибачення через безпідставні дорікання і дякує за те, що її донька шанує матір (хоча і таємно приховує вечірку).
Тим часом Барт намагається змусити своїх дітей любити його більше. Коли все марно, діти знову вирушають гуляти із Гомером. У таверні Мо Барт дізнається, що Гомер повів онуків до свого батька, їхнього прадідуся Ейба.
Останній заморожений у кріогенній лабораторії, щоб запобігти смертельній для нього хворобі (ліки проти якої вже знайшли, але Гомер не хоче розморожувати старого). Після короткого «візиту» Гомер каже хлопцям, що вони повинні дати Бартові ще один шанс, оскільки їхній батько точно любить їх. У цей момент приходить Барт і просить вибачення у своїх синів, зізнаючись, наскільки він їх цінує. Зворушені, обоє хлопчиків прощають його. Натхненний цим, Гомер вирішує розморозити постійно грубого Ейба і теж пробачити йому.
Врешті-решт, сім'я знову збирається разом для різдвяної листівки. Мардж прибуває з Меґґі, яка народила дівчинку. Сімпсони збираються докупи, а їхні домашні улюбленці (які еволюціонували, на відміну від людей) роблять нове фото.

## Виробництво
Вперше про сюжет Різдва майбутнього було оголошено на фестивалі «San Diego Comic-Con» 2010 року, за 1,5 року до виходу серії в етер. За рік, на фестивалі 2011 року, епізод знову було підтверджено як альтернативу кросовера з «Футурамою»
Музичний редактор серіалу Кріс Ледезма у своєму блозі розповів, що творець «Сімпсонів» Метт Ґрюйнінґ виступив як камео у серії, хоча його поява не згадується у кінцевих титрах.
|  | Під час озвучення футбольної сцени [на екрані Медбота] були тільки звуки натовпу під час голу, і Метт вирішив якось це оживити. Після кількох ідей було вирішено, що потрібен коментатор, який буде кричати «ГОЛ!!!» Питання було в тому, хто ж це буде? Ми всі хотіли, щоб Метт зробив це, той промарширував до мікрофона, і після двох дублів у нас з'явився спортивний коментатор. |

В епізоді був жарт про ядерний вибух, що відбувся на Спрінґфілдській АЕС у майбутньому; однак його було вирізано після великого тохокуського землетрусу 2011 року та цунамі, що призвело до кількох ядерних аварій в Японії.
2013 року шоуранер серіалу Ел Джін в інтерв'ю колишньому сценаристу шоу Конану О'Брайену вперше розповів, що насправді серія писалась як потенційний фінал всього мультсеріалу. Передумовою цього були невдалі переговори між акторським складом на початку 2011 року, через що виникли фінансові труднощі у продюсерів «Сімпсонів». Зрештою, шоу було продовжено на 24—25 виробничі цикли, але зі скороченням зарплат працівникам.

## Цікаві факти і культурні відсилання
- Під час монтажу різдвяних листівок через 30 років звучить пісня «Sleigh Ride» гурту «The Ronettes»[9].
- Коли Гомер проводить час з онуками у Спрінґфілді майбутнього, звучить пісня «Me and Julio Down By the Schoolyard» Пола Саймона[9].

## Ставлення критиків і глядачів
Під час прем'єри серію переглянули 6,43 млн осіб з рейтингом 3.0, що зробило її найпопулярнішим шоу на каналі «Fox» тієї ночі.
Гейден Чайлдс із «The A.V. Club» дав серії оцінку A, сказавши, що серія «знайшла „золоту середину“, в якій шквал безперервних жартів поєднується з ніжністю, якої часто не вистачає в сучасних епізодах „Сімпсонів“. Між дорослим Бартом і Лісою навіть є розмова, яка звучить, на диво, правдоподібно для дорослих братів і сестер, які борються зі своїм спільним сімейним минулим».
Джош Гаррісон з «Ology» дав серії оцінку 7,5/10 сказавши описавши її як «законно смішну». Він додав, що «весь епізод працює за рахунок напрочуд щиросердної сцени, що показує Барта і Лісу — обоє трохи розгублені, — які зібралися в будинку на дереві, щоб обговорити проблеми батьківства…». Також, на думку Гаррісона, «побачити стільки футуристичних версій знайомих персонажів, цікаво розкрутило святковий сезон».
Джон Кубічек із сайту «BuddyTV» розмістив серію 49-ю у списку «Найкращих епізодів телесеріалів 2011 року». Він описав, що «різні проблиски того, як змінилися всі інші [другорядні] персонажі змінилися протягом часу, були кавалькадою комедійних моментів».
У лютому 2013 року сценариста серії Дж. Стюарта Бернса було номіновано на премію Гільдії сценаристів Америки в області анімації 2012 року. Також серію було номіновано на премію «Еммі» в категорії «Найкраща анімаційна передача» 2012 року.
2019 року видання «Screen Rant» назвало серію найкращою 23 сезону.
Згідно з голосуванням на сайті The NoHomers Club більшість фанатів оцінили серію на 5/5 із середньою оцінкою 4,27/5.